# Guarda in cielo
Guarda in cielo è il terzo street-album del rapper italiano Bassi Maestro e tredicesimo album da solista in studio, pubblicato il 10 giugno 2013.

## Descrizione
L'album è stato reso disponibile per il download gratuito e acquistabile in copia fisica limitata sul suo sito ufficiale. Il lavoro vanta le collaborazioni di DJ Shocca, Jack the Smoker, Gemitaiz, Mondo Marcio, Lord Bean, Emis Killa, MadMan, Meddaman, Nitro, Anagogia. 
L'album è stato anticipato con un singolo uscito circa un mese prima ed intitolato One More Chance, che vede la collaborazione di Nitro, membro della Machete Crew.

## Tracce
1. Intro
2. Davvero non posso (prod. Bassi Maestro)
3. Guarda in cielo feat. Jack the Smoker e Gemitaiz (prod. Bassi Maestro)
4. Tex skit
5. Bugie feat. DJ Shocca (prod. DJ Shocca)
6. Prendi in mano quella penna e scrivi! (prod. Emis Killa)
7. 007 skit
8. Casino royale feat. Anagogia (prod. Bassi Maestro)
9. Merda cruda per tutti (prod. Marco Polo)
10. Suckers feat. MadMan e Meddaman (prod. Bassi Maestro)
11. Fuori dal pattume feat. Lord Bean (prod. Bassi Maestro)
12. Django skit
13. Django muzik feat. Mondo Marcio (prod. USA)
14. Lettera a me stesso 2013 (prod. Bassi Maestro)
15. One More Chance feat. Nitro (prod. USA)
16. Musica gratis (prod. USA)
17. Outro (prod. Bassi Maestro)